# Азиатская кухня
Азиатская кухня (восточноазиатская кухня) — обобщающий термин, используемый, как правило, для общего названия кухонь восточной, южной, и юго-восточной Азии. Кухни стран островов Тихого океана обычно не включаются в это понятие, также как и кухни других регионов Азии — западной и средней Азии.
Одними из основных продуктов азиатской кухни являются рис и лапша. Для азиатской кухни характерны обилие приправ, острые блюда, блюда с низким содержанием жиров, соевые продукты. Один из распространённых способов приготовления еды — жарка в небольшом количестве очень горячего масла.
Азиатская кухня включает в себя, в частности, следующие кухни:

## Центральная Азия
- Афганская кухня
- Бурятская кухня
- Казахская кухня
- Киргизская кухня
- Монгольская кухня
- Таджикская кухня
- Тибетская кухня
- Тувинская кухня
- Туркменская кухня
- Узбекская кухня
- Уйгурская кухня

## Дальневосточная Азия
- Айнская кухня
- Гонконгская кухня
- Китайская кухня
  - Гуанчжоуская кухня
  - Сычуаньская кухня
  - Шанхайская кухня
- Корейская кухня
- Кухня Макао
- Маньчжурская кухня
- Нанайская кухня
- Нивхская кухня
- Орокская кухня
- Орочская кухня
- Тайваньская кухня
- Ульчская кухня
- Якутская кухня
- Японская кухня

## Юго-Восточной Азии
- Бирманская кухня
- Брунейская кухня
- Вьетнамская кухня
- Индонезийская кухня
- Кухня Камбоджи
- Лаосская кухня
- Малайзийская кухня
- Сингапурская кухня
- Тайская кухня
- Тиморская кухня
- Филиппинская кухня

## Южной Азии
- Бенгальская кухня
- Бутанская кухня
- Индийская кухня
- Ланкийская кухня
- Непальская кухня
- Пакистанская кухня